# Pterolophia ziczac
Pterolophia ziczac là một loài bọ cánh cứng trong họ Cerambycidae.